# 鈴木由美子
鈴木 由美子（すずき ゆみこ、1960年6月11日 - ）は、日本の漫画家。静岡県下田市出身。
静岡県立下田北高等学校、千葉大学教育学部卒業。『mimi』や『Kiss』（いずれも講談社）で活動。1989年、『白鳥麗子でございます!』で第13回講談社漫画賞少女部門受賞。代表作は『白鳥麗子でございます!』、『ひゃほ〜ウニファミリー』、『カンナさん大成功です!』。

## 人物
- 家族は両親と姉がおり、ウニファミリーブログの中でも父以外がばぁばとおばひゃんとして登場しているほか、仕事仲間のiさんが度々登場する。
- ウニファミリーのブログの中で、性格が大雑把な部分と忘れ物をするところがあることが書かれており、母親からも忘れん坊と言われていた模様。
- ブログの中で自身が貧血だったので検査を受けたところ、鉄欠乏性貧血であることがわかり、鉄剤を飲んでいた。
- 漫画ひゃほ〜ウニファミリーは自身の愛犬を漫画にしたもので、散歩大好きでビビりで怒りんぼで多少丸くなったが孤高な父犬のウニ（愛称はうにくん、うきゅん）、食べ物命で赤ちゃん大好きでコミュ力高く病気持ちながら元気で強い母犬のネギ（愛称はねいみ〜）、気も警戒心も強いがKYなところがあるカメしゃん（ナスが唯一遊ぶおもちゃ）が好きな姉犬のナス（愛称はなしゃ、なしゃん）、天真爛漫&自由奔放&甘えんぼで人も犬もおもちゃも食べ物も大好きな妹犬のニラ（愛称はニン）の4匹で、今は4匹とも天国にいる。
- 2019年末に住民票を郷里・下田市に戻したことを、自身のブログで明かしている。

## ウニファミリー
- ウニ、ネギ、ナス、ニラの名前の由来は自分の好きな食べ物。
- ネギ・ナス・ニラは傷口が塞がりづらい体質[2]。なお、4匹は血小板減少症を患って治療を受けていた。ネギはそのほかに膝蓋骨が生まれつき緩い病気とタンパク質が外に出てしまう腸の難病リンパ形質細胞性腸炎を患い、皮膚上リンパ腫で亡くなった。ナスは先天的に肝臓が悪く、検査の後に甲状腺機能低下と発覚ししばらくして変形性脊椎症、肺水腫を経て父犬ウニの死で認知症を発症、数年後に亡くなり、妹犬のニラは肥満細胞種（癌）で亡くなっている。
- ネギ、ニラが亡くなった後に1匹マルチーズのタマが増え、更にトイプードルのどっちゃん（ニラのような丸い感じ）が増えた。なお、4匹を飼う前にも実家でマルチーズ（名前はマルで鈴木母はツモジュクと呼んでいたらしく、顔が四角い感じの犬だったらしい）を飼っていた。

## 作品リスト
- 白鳥麗子でございます! 全7巻、文庫版全4巻）- テレビドラマ化・アニメ化・映画化された作品。
  - 新・白鳥麗子でございます!（既刊5巻、未完）
- いけいけ!バカオンナ（全1巻） - 「可愛いだけじゃダメかしら?」としてテレビドラマ化された作品。
  - もっといけいけ!バカオンナ（全1巻）
- オマタかおる（全2巻、文庫版全2巻）- テレビドラマ化された作品。
- おそるべしっっ!!!音無可憐さん（全2巻）- テレビドラマ化された作品。
- カンナさん大成功です!（全5巻） - 映画化（韓国、日本）された作品。
- クソババァに花束を!!（全2巻）
- ビバ!山田バーバラ（全3巻）- テレビドラマ化された作品。
- Eかもしんない!（全2巻）
- アンナさんのおまめ（全6巻）- テレビドラマ化された作品。
- ひゃほ〜♪ウニファミリー（全12巻）
- ジョーダンはよしこちゃん!（全1巻）
- 女の道（全1巻）
- いずみちゃんといずみくん（全1巻）※傑作集1
- 東京生まれにゃ、こたえるゼ!（全1巻）※傑作集2

## 作品提供

### テレビ
- 『白鳥麗子でございます!』（TBS ドラマ23 1989年8月、全4話、原作名：同名）

脚本：金春智子／出演：鈴木保奈美・野々村真・森口博子・見栄晴・島崎俊郎・清水美子
- 『白鳥麗子でございます!』OVA（亜細亜堂 1990年、原作名：同名）

脚本：翁妙子／声の出演：川村万梨阿・堀内賢雄・鷹森淑乃・山口健 他
- 『白鳥麗子でございます!』（フジテレビ ボクたちのドラマシリーズ 1993年1月、全5話、原作名：同名）

脚本：中園ミホ・鈴木由美子・岡田惠和／出演：松雪泰子・萩原聖人・小松千春・彦摩呂・美保純 他
- 『白鳥麗子でございます！』（フジテレビ ボクたちのドラマシリーズ 1993年10月、全6話、原作名：同名）

脚本：岡田惠和・田辺満／出演：松雪泰子・松岡俊介・小松千春・彦摩呂・美保純・田中律子 他
- 『オマタかおる』（テレビ朝日 ウィークエンドドラマ 1997年7月～8月、全6話、原作名：同名）

脚本：吉田玲子／出演：小林千香子・大沢健・木下優・七瀬理香 他
- 『おそるべしっっ!!! 音無可憐さん』（テレビ朝日 月曜ドラマ・イン 1998年1月～3月、全10話、原作名：同名）

脚本：岡田惠和／出演：榎本加奈子・岡田義徳・井澤健・小嶺麗奈・希良梨・草刈正雄 他
- 『可愛いだけじゃダメかしら!?』（テレビ朝日 月曜ドラマ・イン 1999年1月～3月、全10話、原作名：『いけいけバカオンナ』）

脚本：岡田惠和／出演：榎本加奈子・山口紗弥加・岡田義徳・希良梨・草刈正雄・川島なお美 他
- 『ビバ!山田バーバラ』（テレビ朝日系列 金曜ナイトドラマスペシャル 2006年6月・7月、全2話、原作名：同名）

脚本：高山直也／出演：片瀬那奈・中島唱子・内田朝陽・酒井彩名・坂本真・ふせえり・杉本哲太 他
- 『アンナさんのおまめ』（テレビ朝日系列 金曜ナイトドラマ 2006年10月～12月、全10話、原作名：同名）

脚本：高山直也ほか／出演：ベッキー・柏原収史・杏さゆり・滝沢沙織・徳井義実・渡邉絋・大東俊介・池田努・高橋ひとみ・草刈正雄 他
- 『白鳥麗子でございます！』（メ〜テレ 2016年1月〜3月、全10話、原作名：同名）

脚本：大谷洋介／出演：河北麻友子・水野勝・尾高杏奈・辻本達規・大西礼芳 他

### 映画
- 『白鳥麗子でございます!』（1995年、ぼくたちの映画シリーズ、原作名：同名と『新・白鳥麗子でございます!』）

監督：小椋久雄／出演：松雪泰子・萩原聖人・美保純・宝田明 他
- 『カンナさん大成功です!』（2006年、原作名：同名）

監督：キム・ヨンファ／出演：キム・アジュン・チュ・ジンモ 他
- 『劇場版 カンナさん大成功です!』（2009年、原作名：同名）

監督：井上晃一／出演：山田優、山崎静代、中別府葵、永田彬、佐藤仁美、柏原崇、浅野ゆう子 他
- 『白鳥麗子でございます! THE MOVIE 』（2016年、原作名：同名）

監督：久万真路／出演：河北麻友子、水野勝、小林豊、田村侑久、久松郁実、尾高杏奈、辻本達規 他
- 『いけいけ! バカオンナ～我が道を行け～』（2020年、原作名：同名）

監督：永田琴／出演：文音、石田ニコル、真魚 他